# Louis Damourette
Pour les articles homonymes, voir Damourette.
Louis Damourette, né le 10 juillet 1752 à Challerange, dans les Ardennes, mort le 1er juillet 1820 à Challerange, est un fermier et un homme politique français. Il est notamment député des Ardennes à l’Assemblée législative.

## Biographie
Comme son père et son grand-père, il est un cultivateur. Avant la Révolution française, il est fermier et admodiateur de la terre et seigneurie de Challerange. Lorsque la Révolution de 1789 survient, il se passionne pour les idées nouvelles. Il devient président du directoire de son département, où il côtoie Nicolas Constant Golzart. En septembre 1791, il est élu député des Ardennes, comme Golzart, à l'Assemblée nationale législative,.
Il s'y investit comme membre, et souvent rapporteur, des comités d'agriculture  ainsi que des comités d'examen des comptes. Il intervient dans les débats sur les questions agricoles. Et sur les caisses patriotiques et les billets de confiance et de secours, dans la séance du 28 mars 1792.
Mais, à partir de novembre 1791, les sessions de l'Assemblée législative sont marquées par les débats sur la guerre qui débouchent sur la déclaration de guerre de la France à l'Autriche en avril 1792.
Il est d'autant plus concerné que le département qu'il représente est aux frontières du territoire national. Le 10 juillet 1792, il prononce un discours à l'Assemblée sur la situation. Le lendemain, dans la continuation de ce débat parlementaire, la patrie est proclamée en danger.
Le 29 août 1792, l'abbé Lamourette, autre député, presque homonyme, célèbre pour le  baiser fraternel, qu'il avait proposé entre les députés, s'associe aux demandes pour faire cesser des communications au sein de la famille royale, emprisonnée depuis le 10 août. Le Moniteur attribue ces propos «à un sage et paisible député des Ardennes, bon et honnête cultivateur, nommé Damourette». Celui-ci se serait empressé  de faire attribuer ces propos à son véritable auteur,,.
Politiquement, Louis Damourette est un modéré qui suit les décisions du ventre mou de l'Assemblée, ce marais naviguant entre Feuillants et Jacobins. Il devient suspect, pendant la Terreur. Il est sauvé de l'échafaud par la chute de Robespierre,.
Le 18 octobre 1794, le district de Grandpré procède à l'adjudication des biens du domaine de Challerange, appartenant au ci-devant Goujon de Thuisy. Ce Goujon de Thuisy est aussi un ancien député de la noblesse aux États généraux de 1789, ayant choisi d'émigrer. Louis Damourette s'en rend adjudicataire. Mais en 1803, les Thuisy étant revenus et ayant été rayés de la liste des émigrés, il leur propose de leur restituer leurs biens contre le remboursement du prix d'acquisition. Charles François de Goujon de Thuisy rend justice à l'honnêteté des intentions de Louis Damourette. Mais il ne lui rachète que quelques parcelles. Par contre, Louis Damourette s'attachera  toute sa vie à garder des relations amicales avec le Marquis de Thuisy.
Sous la Restauration, Louis Damourette devient membre du Conseil général des Ardennes.